# Активна фазована антенна решітка

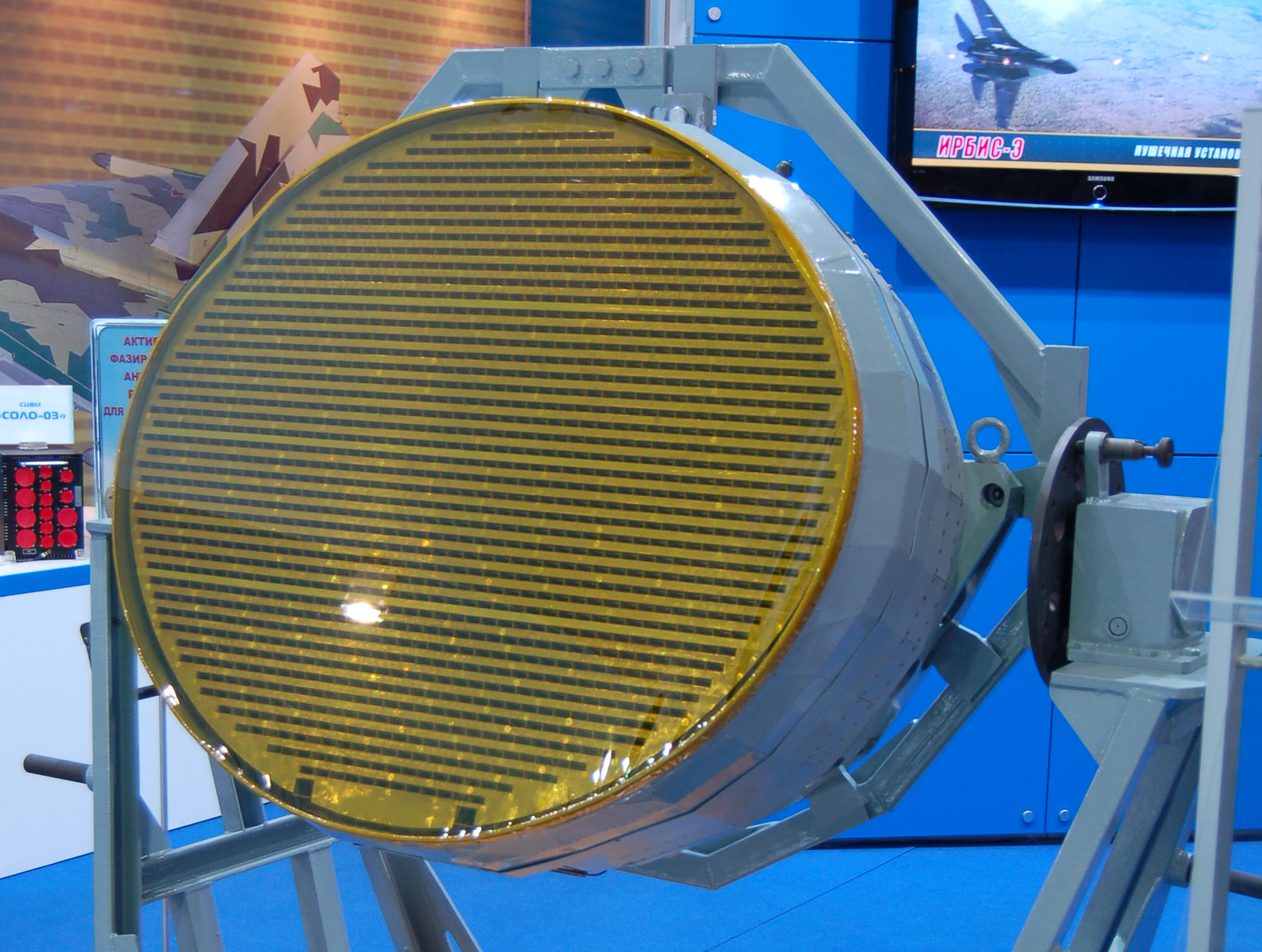
РЛС Н050 з АФАР для ПАК ФА представлена НДІП на МАКС-2009

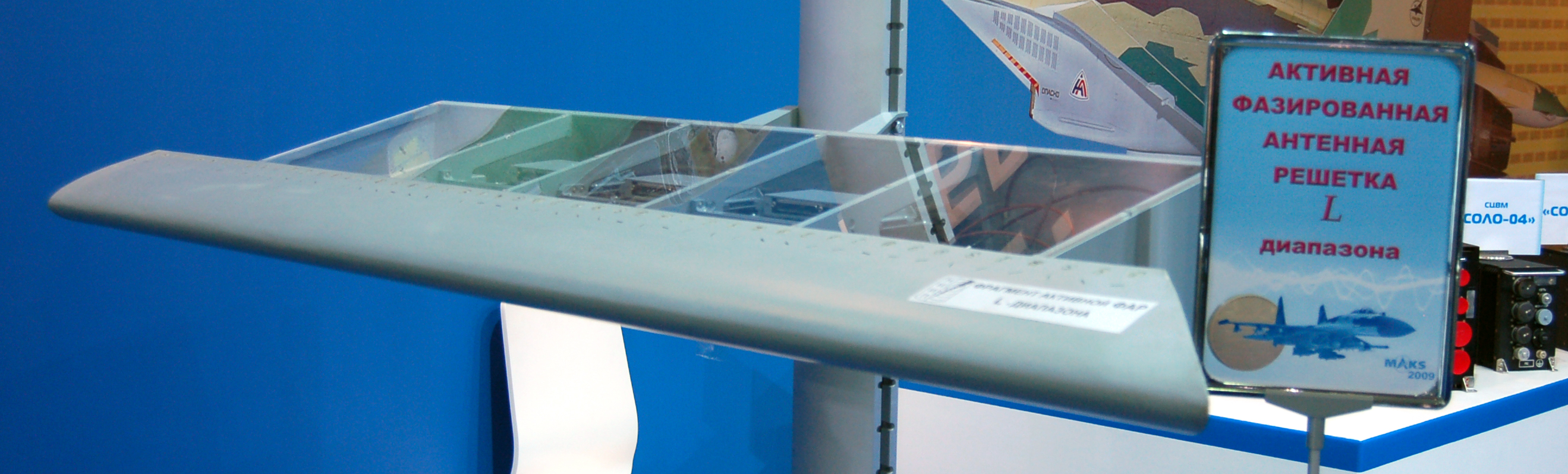
АФАР в передкрилку. МАКС-2009

Активна фазована антенна решітка (АФАР) — різновид фазованої антенної решітки (ФАР).
В активній фазованій антенній решітці кожен елемент або група елементів решітки мають свій власний мініатюрний мікрохвильовий передавач, обходячись без однієї великої трубки передавача, що застосовується в радарах з пасивною фазованою решіткою. В активній фазованій решітці кожен елемент складається з модуля, який містить щілину антени, фазообертач, передавач, а часто також і приймач.

## Порівняння з пасивною решіткою (ФАР)
У звичайній пасивній решітці один передавач потужністю кілька кіловатів живить кілька сотень елементів, кожен з яких випромінює тільки десятки ват потужності. Сучасний мікрохвильовий транзисторний підсилювач може, однак, також виробити потужність у десятки ват, і в радарі з активною фазованою решіткою кілька сотень модулів, кожен потужністю в десятки ватт, створюють в цілому потужний головний промінь радара в декілька кіловатів.
У той час як результат ідентичний, активні решітки набагато надійніші, оскільки хоча вихід з ладу одного приймально-передавального елемента решітки і спотворює діаграму спрямованості антени, що дещо погіршує характеристики радара, в цілому він залишається працездатним. Катастрофічної відмови лампи передавача, яка є проблемою звичайних радарів, просто не може статися. Додаткова перевага — економія маси внаслідок відсутності великої лампи високої потужності, пов'язаної з нею системи охолодження і великого блоку живлення високої напруги.
Іншою особливістю, яка може використовуватися тільки в активних решітках, є здатність керувати підсиленням індивідуальних приймально-передавальних модулів. Якщо це може бути зроблено, діапазон кутів, на які промінь може бути відхилений, суттєво збільшується, і таким чином можуть бути зняті багато обмежень геометрії, які мають звичайні фазовані решітки. АФАР з керованим підсиленням індивідуальних модулі називають решітками суперзбільшення. Однак, з наявної літератури неясно, чи використовується ця технологія у якій-небудь існуючій або проектованій антенній решітці.

### Недоліки
Технологія АФАР має дві ключові проблеми:

#### Розсіювання потужності
Перша проблема — розсіювання потужності. Через недоліки мікрохвильових транзисторних підсилювачів (монолітна мікрохвильова інтегральна схема, МІС) ефективність передавача модуля — як правило, менше 45%. У результаті, АФАР виділяє велику кількість тепла, яке повинне бути розсіяне, щоб вберегти чипи передавача від розплавлення і перетворення на рідкий арсенід галію — надійність GaAs МІС-чипів поліпшується при низькій робочій температурі. Традиційне повітряне охолодження, використовуване в звичайних ЕОМ і авіоніці, погано підходить внаслідок високої щільності елементів АФАР, тому сучасні АФАР мають рідинне охолодження (американські проекти використовують polyalphaolefin (ПАТ) — холодоагент, подібний до синтетичної гідравлічної рідини). Типова рідинна система охолодження використовує насоси, що вводять холодоагент через канали в антені та виводять його потім до теплообмінника — ним може бути як повітряний охолоджувач (радіатор), так і теплообмінник у паливному баку — з другою рідиною, що охолоджує петлю теплообмінника, щоб відвести високу температуру від паливного бака.
У порівнянні зі звичайним радаром винищувача з повітряним охолодженням, АФАР є більш надійним, однак споживає більшу кількість електроенергії і вимагає більш інтенсивного охолодження. Але АФАР може забезпечити набагато більшу вихідну потужність, що необхідно для більшої дальності виявлення цілі (збільшення вихідної потужності однак має недолік — збільшення сліду, за яким радіотехнічна розвідка противника або RWR можуть виявити радар).

#### Вартість
Інша проблема — вартість масового виробництва модулів. Для радара винищувача, що типово налічує від 1000 до 1800 модулів, вартість АФАР стає неприйнятною, якщо модулі коштують більше ніж $100 кожен. Ранні модулі коштували приблизно $2 тис., що не допускало масового використання АФАР. Однак вартість таких модулів і MMIC-чипів постійно зменшується, оскільки собівартість їх розробки і виробництва постійно знижується.
Попри недоліки, активні фазовані решітки перевершують звичайні радарні антени майже у всьому, забезпечуючи більш високу стежачу здатність і надійність, нехай і ціною деякого збільшення складності та, можливо, вартості.

## Наявні БРЛС з АФАР
- Жук-А(Е) (МіГ-35)
- Н050 (на стадії створення) (ПАК ФА)
- AN/APG-63(V)2/3 (F-15 C/E)
- AN/APG-79 (F/A-18E/F)
- AN/APG-80 (F-16 Block 60)
- AN/APG-77 (F-22)
- AN/APG-81 (F-35)
- AN/APQ-181 (Northrop_Grumman_B-2_Spirit)
- Northrop Grumman SABR (General Dynamics F-16 Fighting Falcon)
- EL/M-2052 (F-15, МіГ-29, Mirage 2000)
- AMSAR (Eurofighter Typhoon, Rafale)
- CAESAR (Eurofighter Typhoon)
- J/APG-1 (Mitsubishi F-2)